# Comarca de Torrijos
Torrijos es una comarca castellana situada en la provincia de Toledo (España). Se encuentra situada en una zona privilegiada, ya que forma parte limítrofe con las comarcas de Talavera y Toledo. En ocasiones se la ha denominado, indebidamente, Sagra Norte, lo cual es una falta de realismo geográfico. 

## Municipios

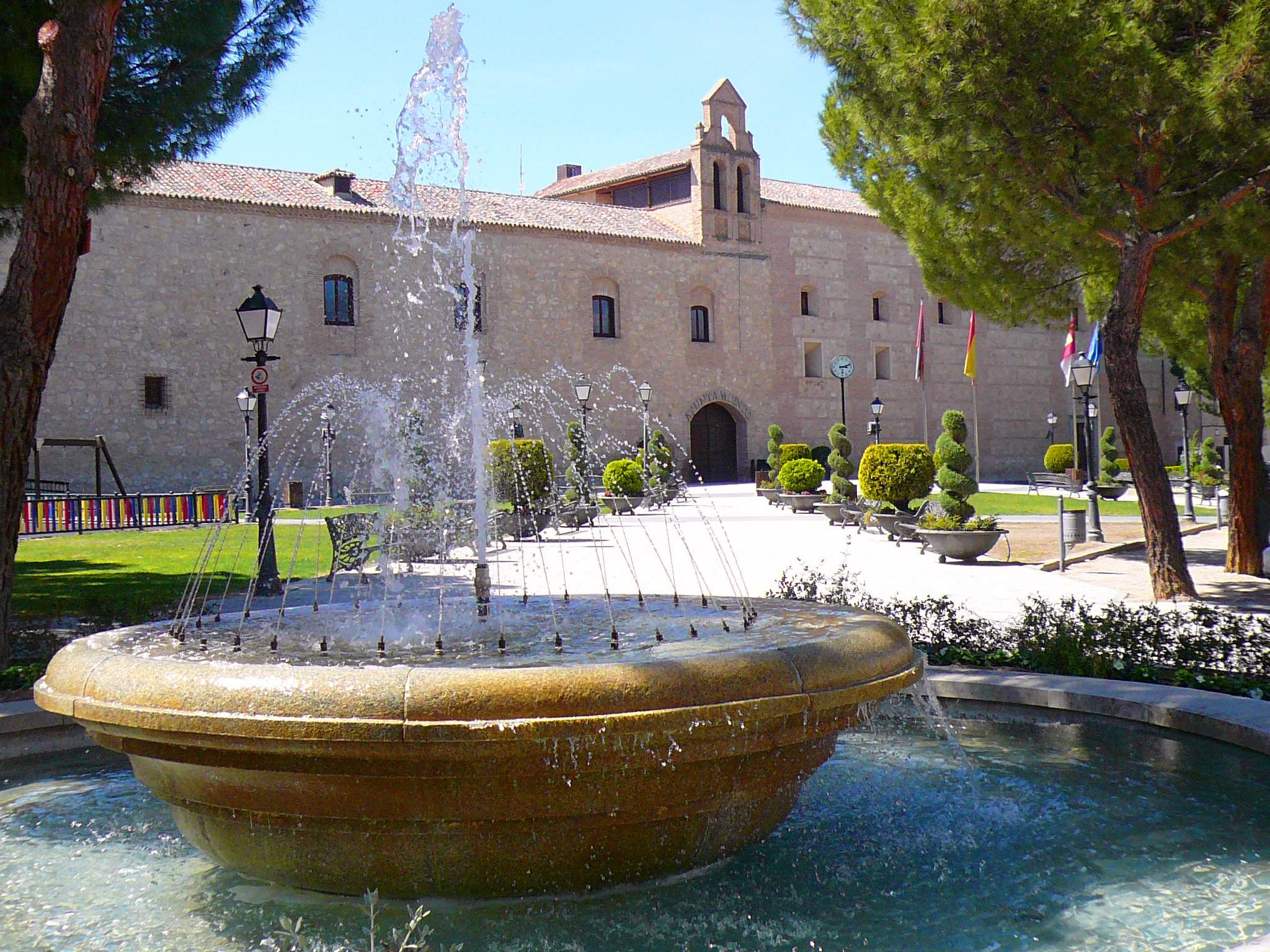
Torrijos

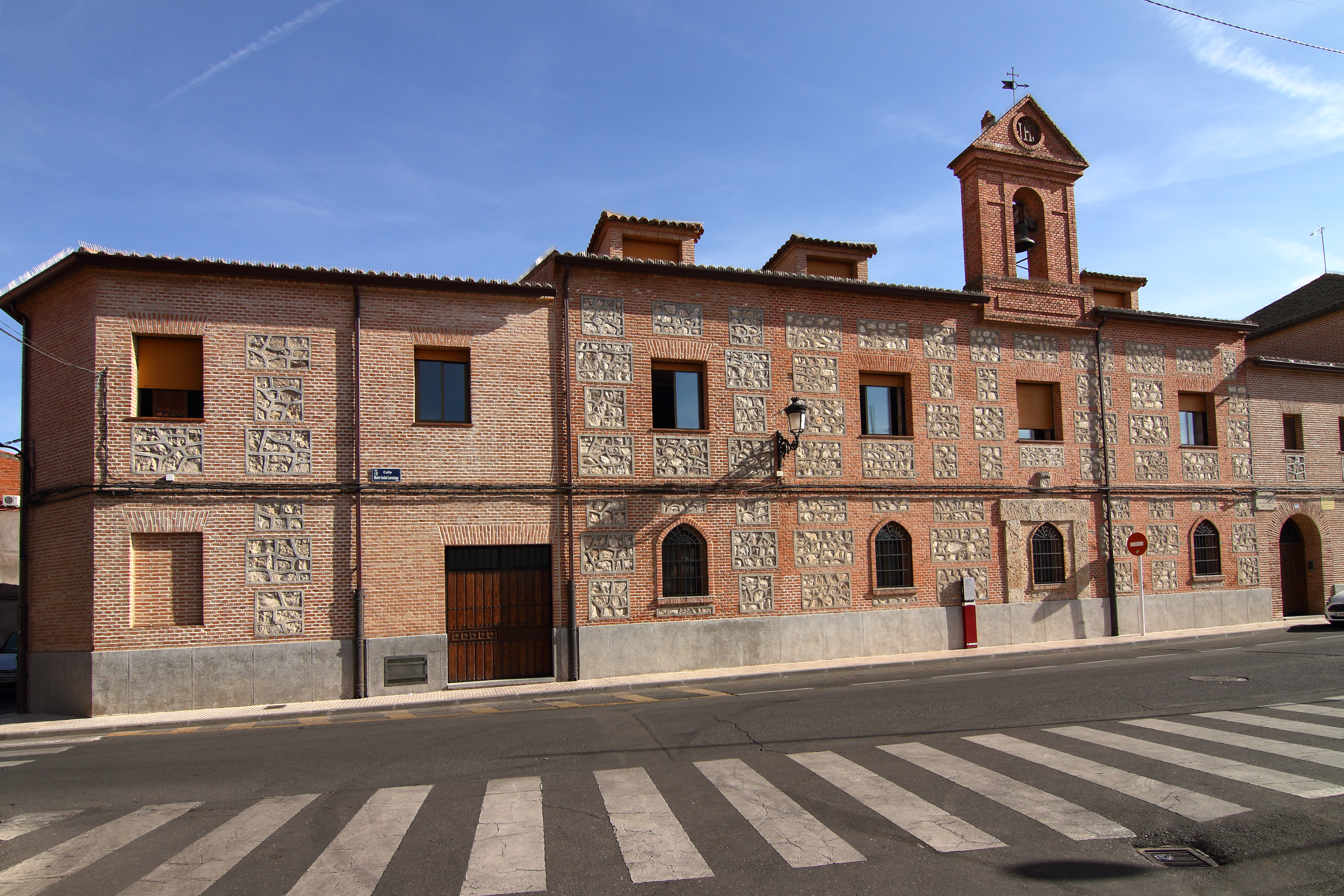
Fuensalida

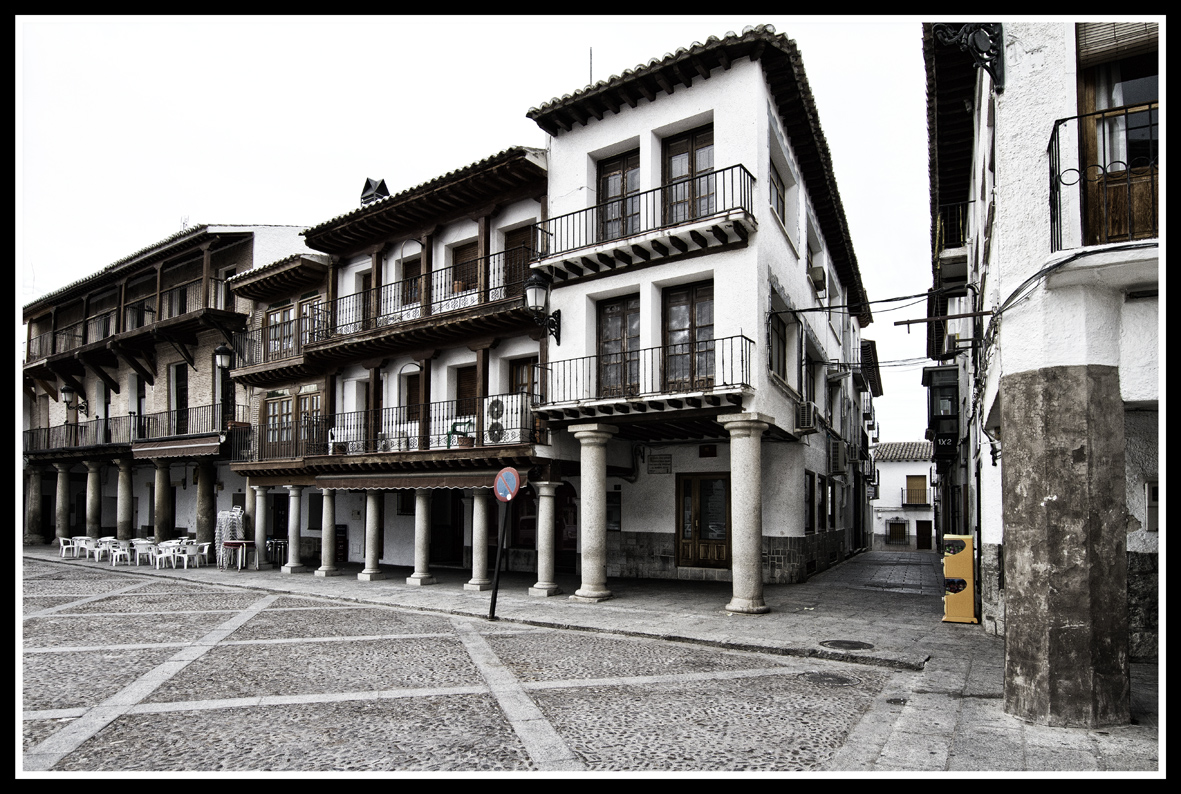
La Puebla de Montalbán

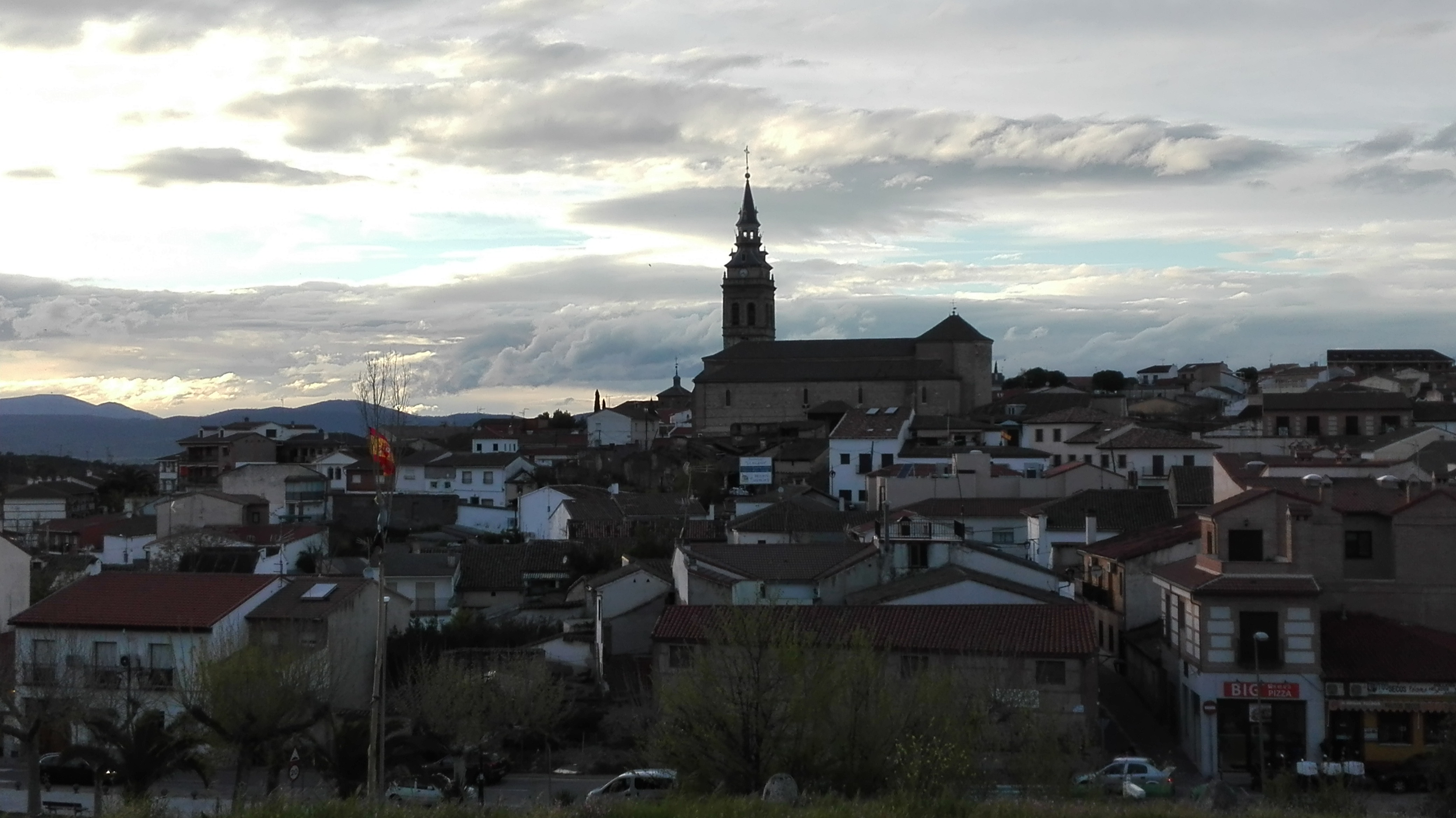
Méntrida

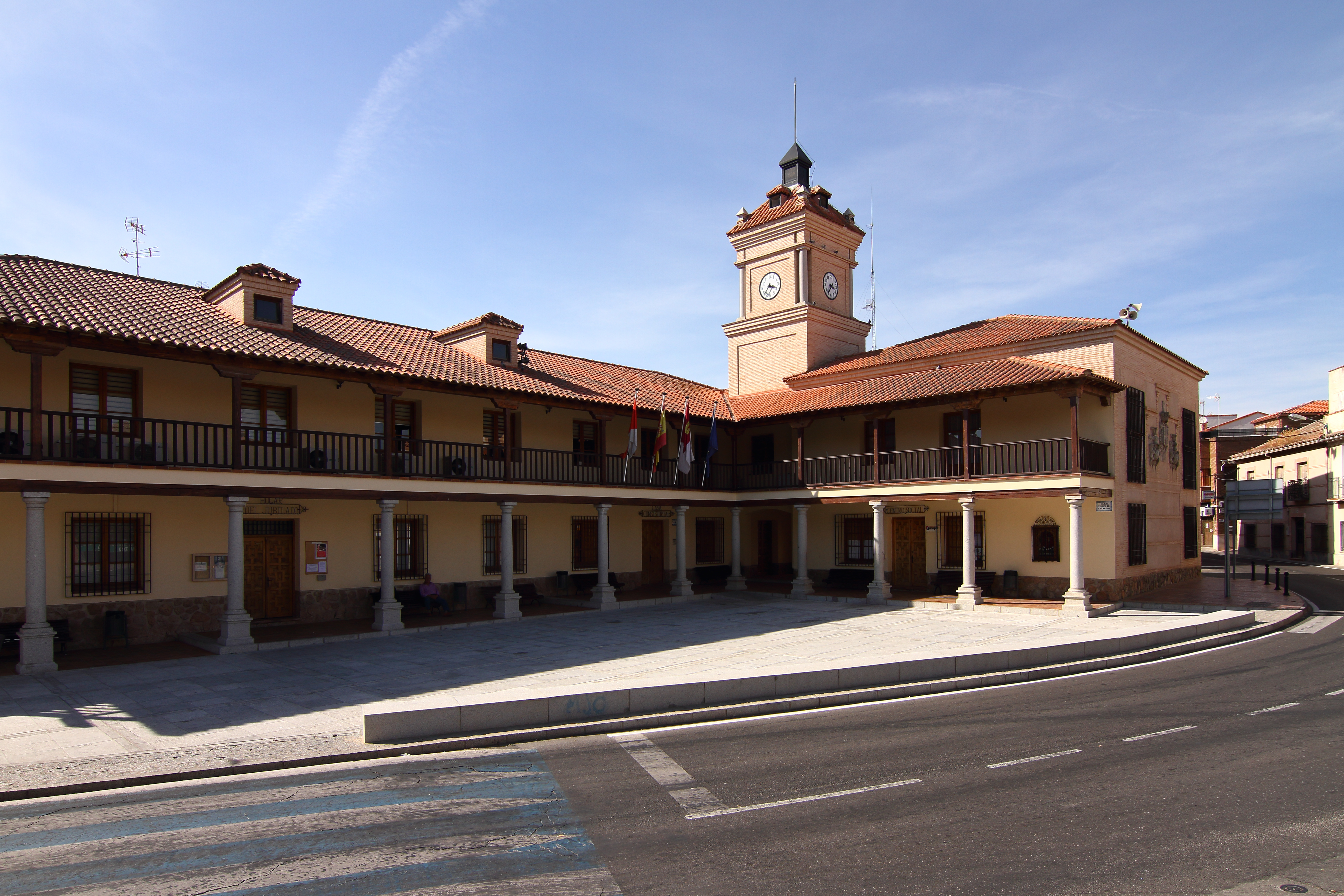
Camarena

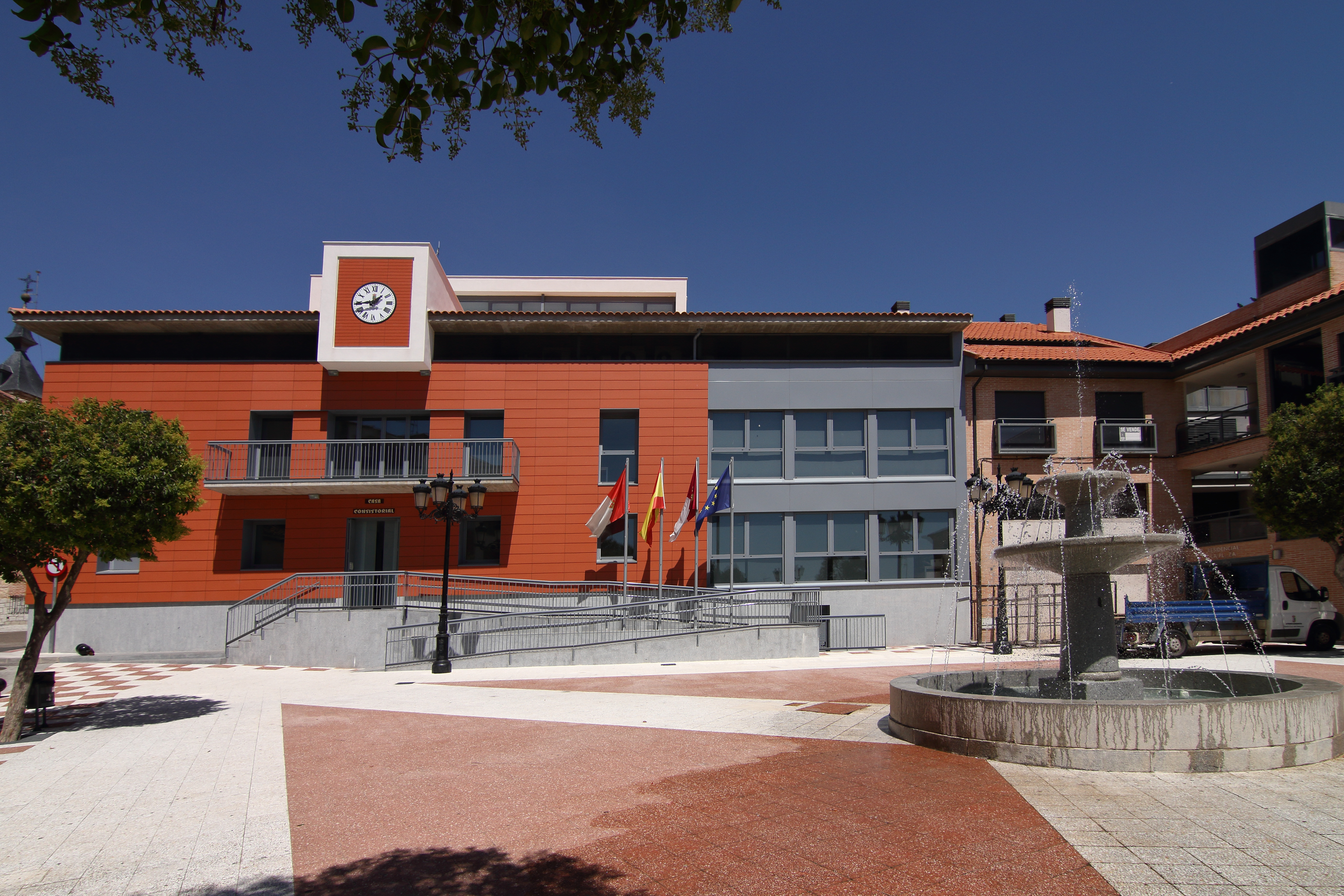
Santa Cruz del Retamar

| Escudo | Municipio                   | Población INE (2024) | Superficie (km²) | Densidad hab./km² |
| ------ | --------------------------- | -------------------- | ---------------- | ----------------- |
|        | Torrijos                    | 14.099               | 17,34            | 813,09            |
|        | Fuensalida                  | 12.508               | 68,37            | 182,95            |
|        | La Puebla de Montalbán      | 8.032                | 141,16           | 56,90             |
|        | Méntrida                    | 6.273                | 87               | 72,10             |
|        | Camarena                    | 4.634                | 66,22            | 69,98             |
|        | Santa Cruz del Retamar      | 4.038                | 129,46           | 31,19             |
|        | Escalona                    | 3.801                | 73,15            | 51,96             |
|        | Santa Olalla                | 3.502                | 72               | 48,64             |
|        | Novés                       | 3.463                | 42               | 82,45             |
|        | Cebolla                     | 3.234                | 36,77            | 87,95             |
|        | Gerindote                   | 2.767                | 53,03            | 52,18             |
|        | Almorox                     | 2.472                | 64,77            | 38,17             |
|        | Portillo de Toledo          | 2.346                | 19,95            | 117,59            |
|        | El Casar de Escalona        | 2.128                | 39,55            | 53,81             |
|        | La Torre de Esteban Hambrán | 1.932                | 51               | 37,88             |
|        | El Carpio de Tajo           | 1.873                | 113,58           | 16,49             |
|        | Quismondo                   | 1.798                | 15,43            | 116,53            |
|        | Malpica de Tajo             | 1.678                | 80               | 20,98             |
|        | Escalonilla                 | 1.497                | 50,95            | 29,38             |
|        | Burujón                     | 1.332                | 35,31            | 37,72             |
|        | Santo Domingo-Caudilla      | 1.229                | 54               | 22,76             |
|        | Arcicóllar                  | 1.082                | 30,55            | 35,42             |
|        | Villamiel de Toledo         | 1.069                | 42               | 25,45             |
|        | Barcience                   | 1.049                | 19,98            | 52,50             |
|        | Hormigos                    | 992                  | 27,48            | 36,10             |
|        | La Mata                     | 915                  | 19,20            | 47,66             |
|        | Nombela                     | 895                  | 122              | 7,34              |
|        | Huecas                      | 875                  | 27,42            | 31,91             |
|        | Rielves                     | 859                  | 33               | 26,03             |
|        | Carmena                     | 836                  | 46,67            | 17,91             |
|        | Albarreal de Tajo           | 762                  | 41,58            | 18,33             |
|        | Alcabón                     | 761                  | 8,02             | 94,89             |
|        | Lucillos                    | 629                  | 40,50            | 15,53             |
|        | Camarenilla                 | 606                  | 24,35            | 24,89             |
|        | Montearagón                 | 520                  | 12,01            | 43,30             |
|        | Maqueda                     | 504                  | 73,67            | 6,84              |
|        | Otero                       | 431                  | 29,57            | 14,58             |
|        | Los Cerralbos               | 425                  | 40,15            | 10,59             |
|        | Domingo Pérez               | 395                  | 12,93            | 30,55             |
|        | Carriches                   | 266                  | 18,67            | 14,25             |
|        | Erustes                     | 226                  | 9,52             | 23,74             |
|        | Aldea en Cabo               | 205                  | 25,50            | 8,04              |
|        | Mesegar de Tajo             | 200                  | 18               | 11,11             |
|        | Paredes de Escalona         | 129                  | 24,92            | 5,18              |
|        | Illán de Vacas              | 2                    | 9,15             | 0,22              |
| TOTAL  | 45                          | 99.269               | 2.067            | 48,03             |

En las últimas décadas, la comarca ha experimentado un crecimiento poblacional moderado, influido por factores como el desarrollo de infraestructuras, la cercanía a Toledo y Madrid y la atracción de nuevos residentes, especialmente en municipios como Torrijos, que se ha convertido en un núcleo con servicios y opciones de empleo atractivas. Sin embargo, en las áreas más rurales y con menor conectividad, la población ha tendido a estancarse o disminuir debido a factores como el envejecimiento de la población, la migración de jóvenes hacia áreas urbanas y la baja natalidad.
La densidad de población de 48,03 habitantes por kilómetro cuadrado en la comarca se considera baja en comparación con la media española, que ronda los 95 habitantes/km².
La comarca de Torrijos alberga el municipio con menos habitantes de toda España: Illán de Vacas, con una población de tan solo 2 habitantes según los datos más recientes del INE. Este pequeño municipio es el ejemplo más extremo del fenómeno de despoblación rural en el país.

## Origen del nombre
La actual comarca de Torrijos nace tras la unión de las anteriores comarcas del Valle del Alberche, cuya cabeza comarcal era Escalona, y El Retamar, con Torrijos como capital de comarca. El nombre de esta última es muy antiguo, y se debe a la abundancia de este matorral en la zona, como consecuencia de la degradación de los antiguos bosques de encinas.
Tras el proceso autonómico que dio lugar a Castilla-La Mancha, la Diputación de Toledo creó las actuales comarcas en las que se halla dividida la provincia, si bien muchas veces los límites de éstas no coinciden con los tenían anteriormente. Este es el caso de la actual comarca de Torrijos, surgida como ya se ha dicho de la unión de dos comarcas ya existentes (el Valle del Alberche y el Retamar).

## Extensión geográfica
Los límites coinciden casi exactamente con el río Guadarrama y La Sagra en la zona oriental; al norte con la Comunidad de Madrid; al sur la limita el río Tajo, y al oeste por El Casar de Escalona, la comarca de Talavera de la Reina y la sierra de San Vicente, que es la avanzadilla de la sierra de Gredos.
| Noroeste: Sierra de San Vicente, Sierra Oeste de Madrid | Norte: Sierra Oeste de Madrid | Noreste: Comarca Sur de Madrid |
| Oeste: Sierra de San Vicente, Talavera de la Reina      |                               | Este: La Sagra, Toledo         |
| Suroeste: La Jara                                       | Sur: Montes de Toledo         | Sureste: Montes de Toledo      |

Tierra fundamentalmente llana, adecuada para el cultivo de cereales, aunque también es posible encontrar vegas en las márgenes de los ríos Tajo, Alberche y Guadarrama. Cabe destacar las de La Puebla de Montalbán por su riqueza en frutales y productos de huerta.
Abundan los olivares, no en balde a Torrijos se le conocía con el nombre de Torrijos de Los Olivares o de Las Olivas, aunque han ido cediendo terreno a otros cultivos, especialmente cereales y las viñas. La vid es abundante, con vinos recios, de elevada graduación. La denominación de origen Méntrida está adquiriendo legítima fama por sus espesos caldos. Son de destacar los que se crían en Camarena, Escalona, Almorox, Arcicóllar, Fuensalida, Portillo de Toledo, Santo Domingo, La Torre de Esteban Hambrán y Méntrida.

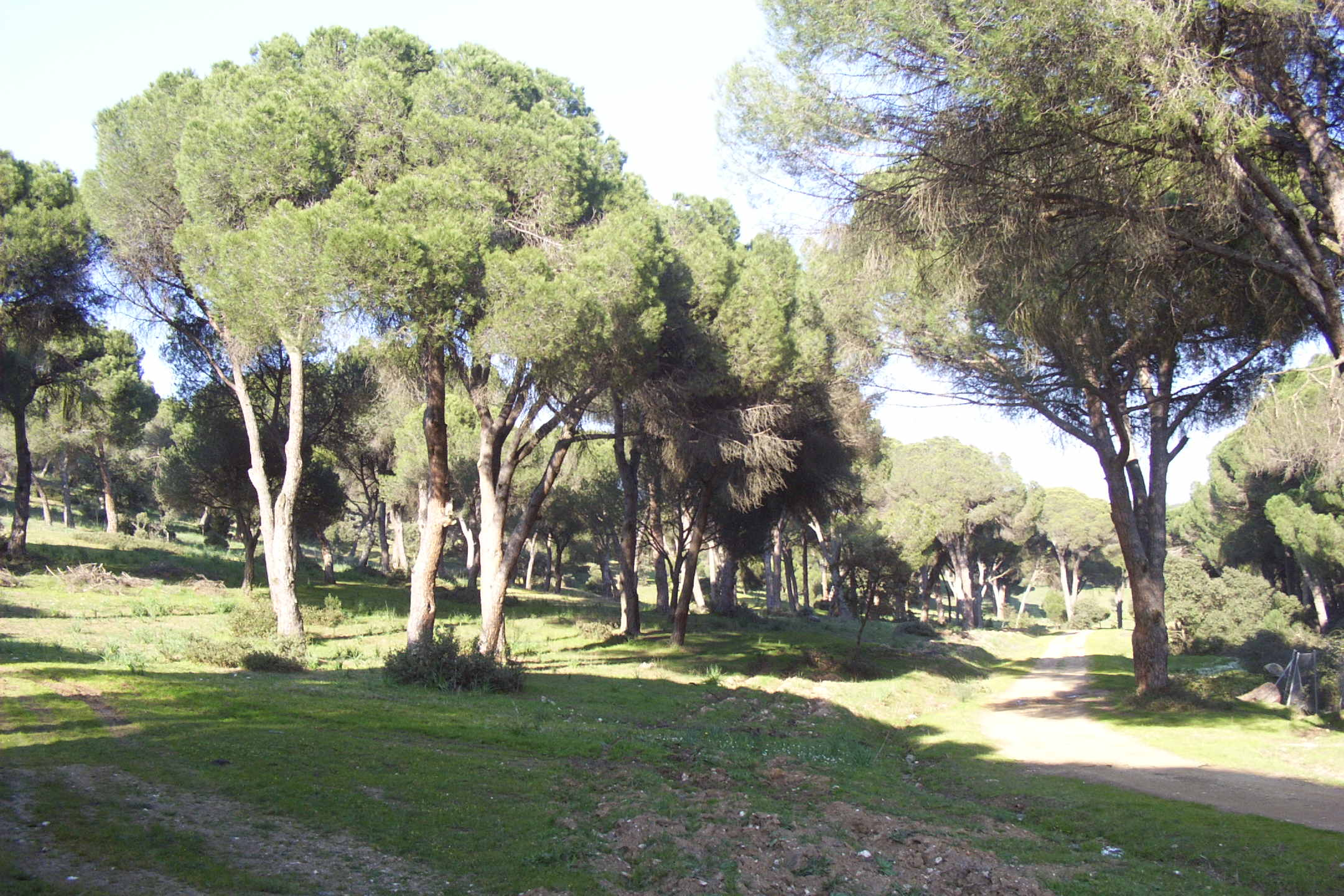
El pinar de Almorox en las inmediaciones de la urbanización El Pinar.

Por lo demás no existen zonas de producción diferente, si exceptuamos los pinares de Almorox, importante y bella mancha boscosa en la provincia de Toledo, así como las dehesas existentes en Méntrida, donde la encina ocupa un espacio destacado, lo mismo que ocurre en zonas de Santa Cruz del Retamar, junto a la finca del Alamín. También se encuentran zonas en que abundan las retamas y las jaras, dando vistosidad a esos espacios en la época de floración.

## Clima
Respecto al Clima es de tipo continental, frío en invierno y muy caluroso en verano, sin apenas primavera ni otoño. Las temperaturas superan en ocasiones los 40 grados en verano, y bajan de cero varios días en invierno. La caída de agua es de unos 450 litros por metro cuadrado, y la nieve sucede en raras ocasiones, aunque últimamente se da con mayor frecuencia.

## Economía

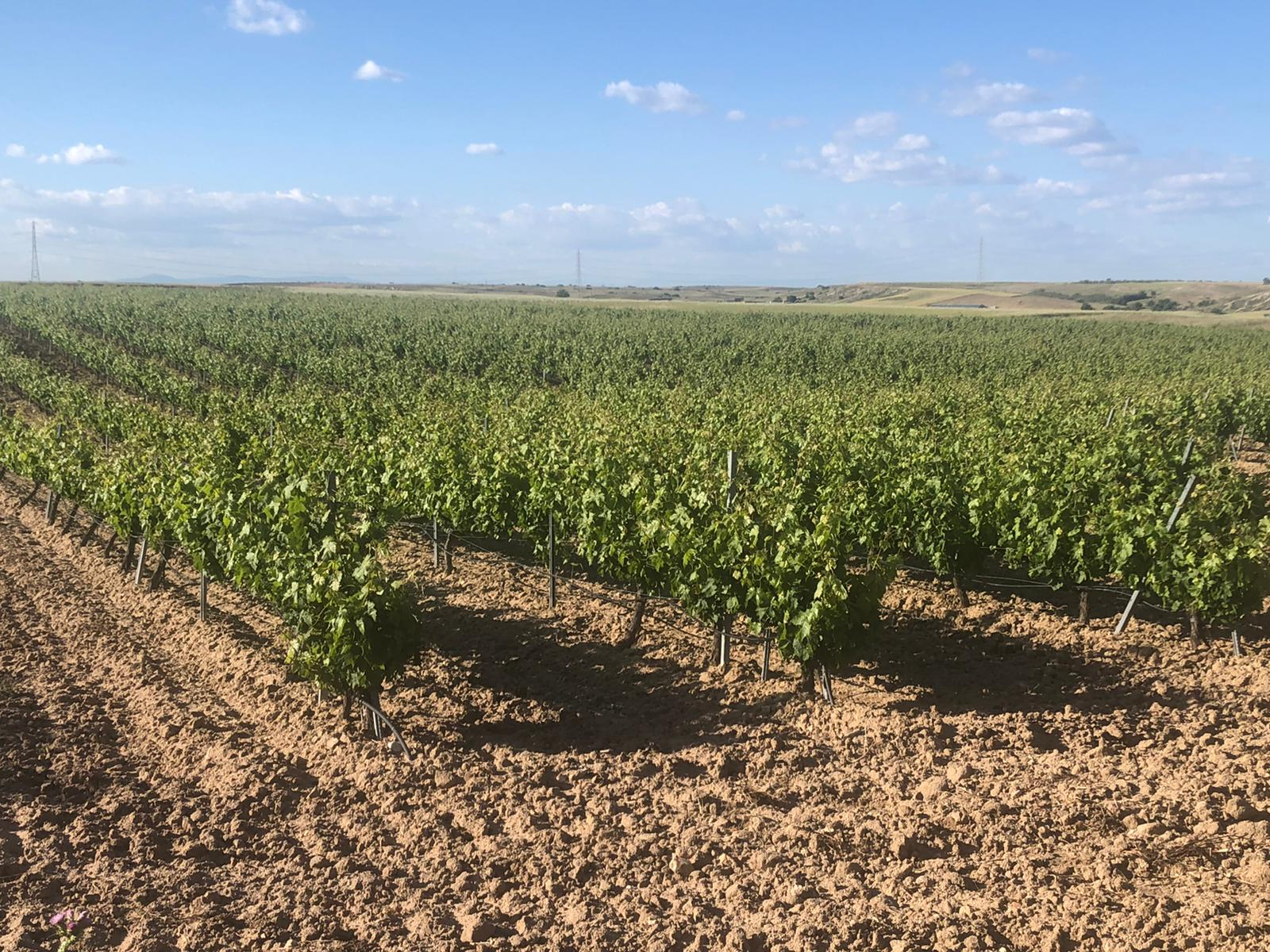
Viñedos de Camarena

Es una comarca eminentemente agrícola y ganadera, destacando la ganadería de porcino así como su posterior transformación en una incipiente industria alimentaria. 
Existen pocas poblaciones dedicadas a la industria, solamente merecen destacarse Torrijos y Fuensalida, aunque en algunas otras ciudades han comenzado a implantarse industrias variadas, como en Novés con los productos de apósitos sanitarios, Portillo de Toledo con material deportivo, o Escalonilla, tras la implantación de un polígono industrial.
La industria vinícola en la comarca de Torrijos tiene una gran relevancia económica, enmarcada en la Denominación de Origen Méntrida, creada en 1976. En la comarca, miles de hectáreas están dedicadas al viñedo, destacando la variedad autóctona Garnacha, junto con otras como Tempranillo, Syrah o Airén.
El impacto económico de este sector es significativo, generando empleo directo e indirecto a través del cultivo, la elaboración de vino y el creciente enoturismo.
Entre los municipios con mayor producción destacan Méntrida, Camarena, Almorox, Escalona y Fuensalida.

## Caza y pesca

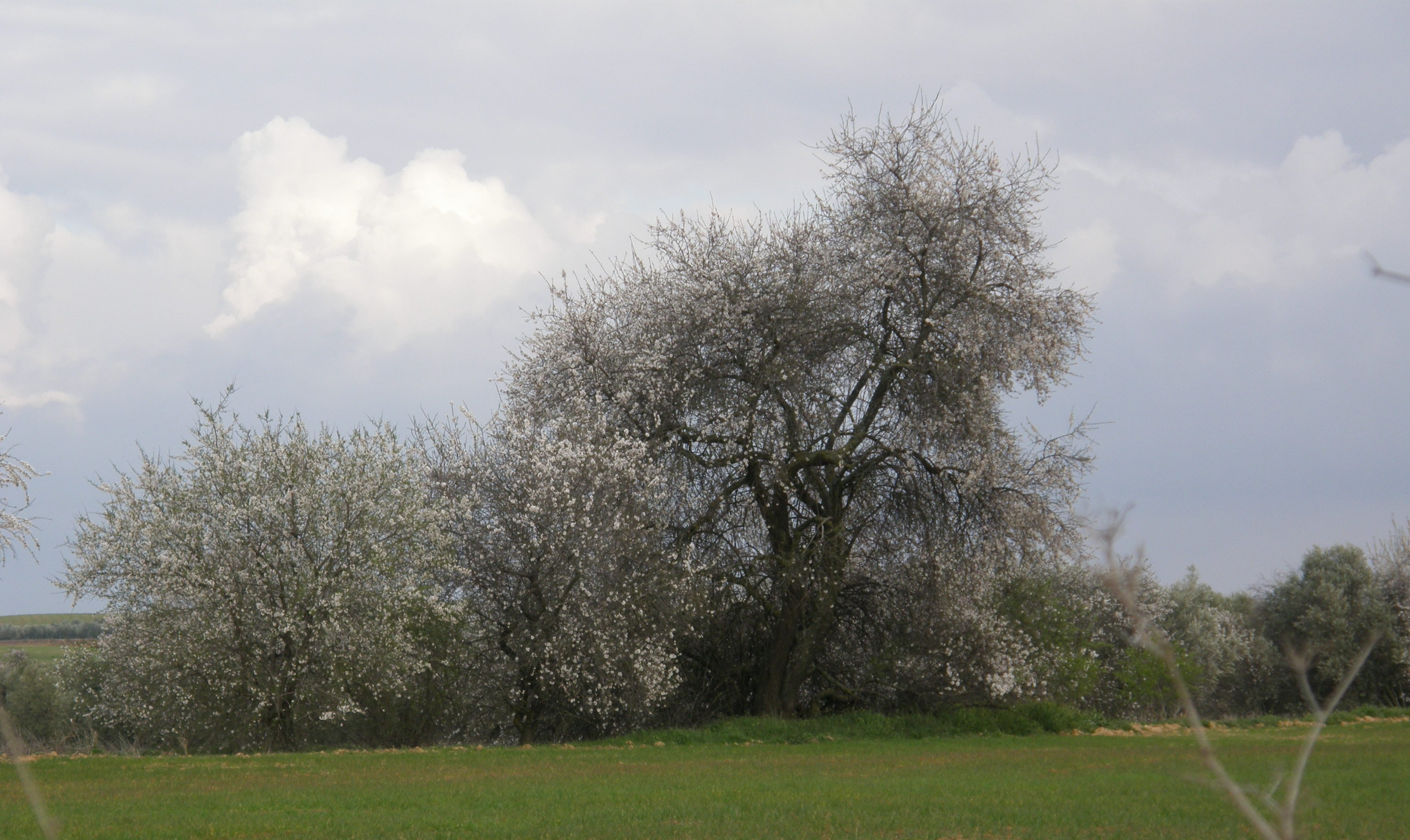
Almendros en flor en un campo de la comarca torrijeña

Es muy importante la caza en toda la comarca, destacando por encima de todo la perdiz roja; también, aunque menos, la liebre y el conejo. En algunas zonas se caza la codorniz y las palomas torcaces.
La pesca ha perdido la importancia que tenía antiguamente, o al menos hace años, pues los ríos apenas tienen fauna como consecuencia de la contaminación. Pero en los embalses se pueden obtener barbos, carpas y lucios, especialmente.

## Gastronomía y artesanía
En gastronomía hay que destacar por encima de todo la perdiz estofada y escabechada, el cochinillo asado sin salsa y el cordero, igualmente asado. La liebre con arroz es muy sabrosa. Las comidas hechas con verduras son abundantes, y del pescado hay que destacar los guisos que se hacen con los peces. En las frutas son exquisitos los melocotones de La Puebla de Montalbán y los albaricoques. Se fabrica mucho turrón en La Mata y mazapán en Escalonilla y Santa Olalla . También se disfrutan mucho los llamados cortadillos, hechos con harina y aceite, fundamentalmente en Novés y Escalonilla.En Novés durante las fechas de Semana Santa se realizan dulces típicos como son las empanadillas y las cajitas. La migas se hacen en todas partes, aunque hay que ir al Carpio de Tajo a comprar el pan especial para migas. En La Puebla de Montalbán el conejo al ajillo es de un sabor maravilloso.
Los trabajos de artesanía son muy interesantes, destacando los de alfarería en La Puebla, los de forja en Santa Olalla, los de madera en Torrijos, Fuensalida, Escalonilla, La Puebla y Huecas.

## Folclore
Dentro del folclore comarcal, cabe señalar los paloteos y otras danzas, pasacalles, toques de procesión y bailes de la bandera que por estas tierras antaño se realizaban (y que en algunos casos aún se siguen conservando). Se solían acompañar, generalmente,  de la gaita (dulzaina) y del tamboril. Algunos ejemplos son: 
- Tinaní de Quismondo.
- Paloteos y otras danzas de Escalonilla.
- Paloteos y otras danzas de Méntrida.
- Jota de los "Gigantes y Cabezudos" o de la Dulzaina de Torrijos.
- Celebración de "Los Quintos" en Camarena.
- Pasacalles de los caballos, Baile del montante y Pasacalles de la soldadesca de Carnaval  en El Carpio de Tajo.
- Toque de procesión, seguidillas castellanas y rigodón de La Mata.
- Jota del tío Vicente, toque de procesión de San Pedro Cátedra de Antioquía y seguidillas castellanas en Carriches.
- Baile de la bandera al Cristo de la Caridad de Santa Olalla.
- Baile de la bandera de Cebolla.
- Danzas de Alcabón.
- Seguidillas del cordón y paloteo de La Puebla de Montalbán.
- Tejer el cordón de Gerindote.
- Baile del cordón de Santa Cruz de Retamar.
- Seguidillas castellanas y toque de procesión del santo en Carmena.
- Danzas de Novés.
- Seguidillas  castellanas de San Juan en Huecas.
- Danzas de Maqueda.
- Pasacalles de la Cruz de Mayo de Fuensalida.

## Lugares de interés

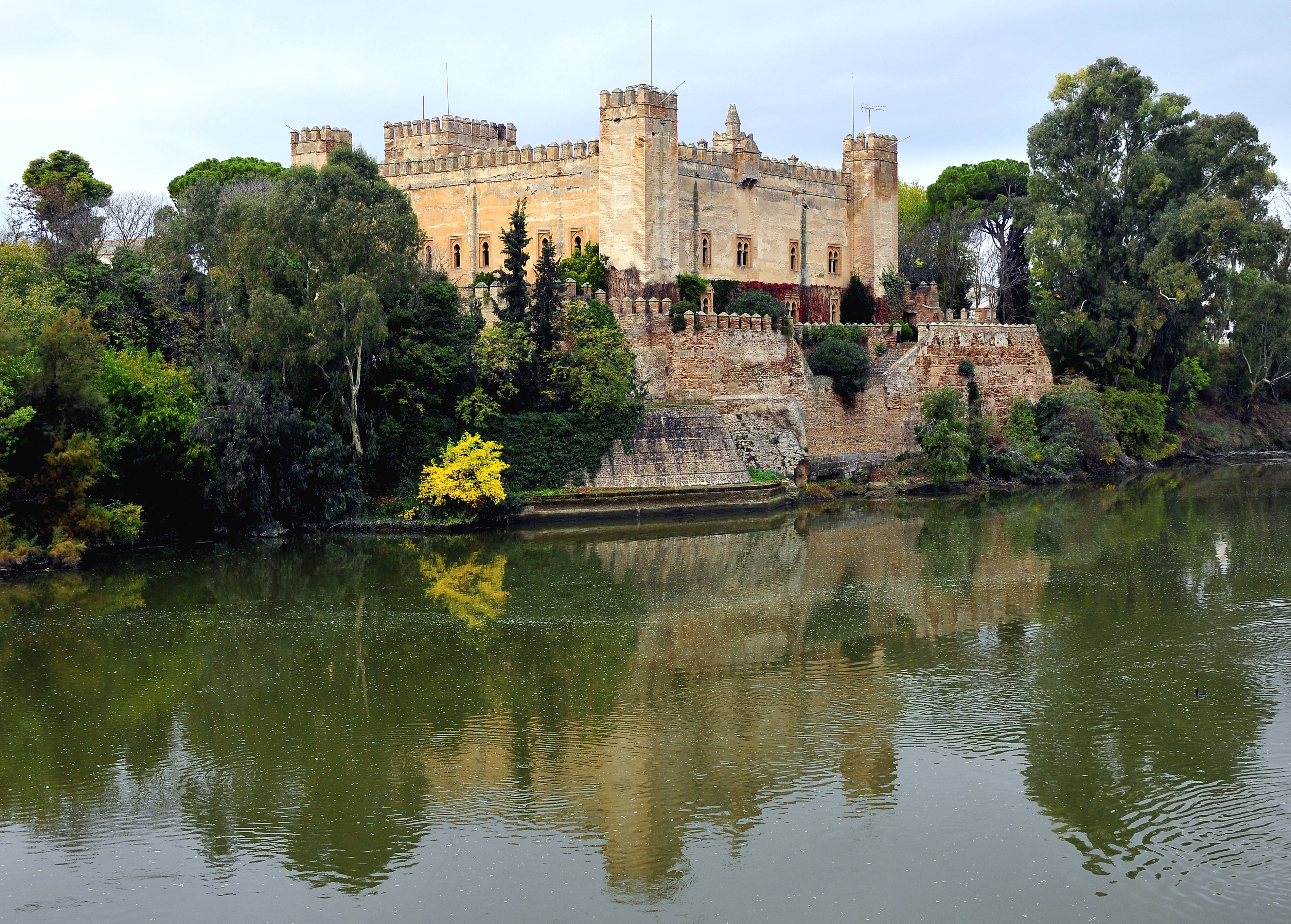
Castillo de Malpica de Tajo

- Los palacios de Torrijos (actual ayuntamiento) y Fuensalida.
- Los castillos de Maqueda, Malpica, Escalona, Barcience, Caudilla, San Silvestre.
- La iglesia gótico-mudéjar, el retablo del altar mayor de la Iglesia de San Juan Bautista y la carroza de la Virgen de la Caridad de Camarena.

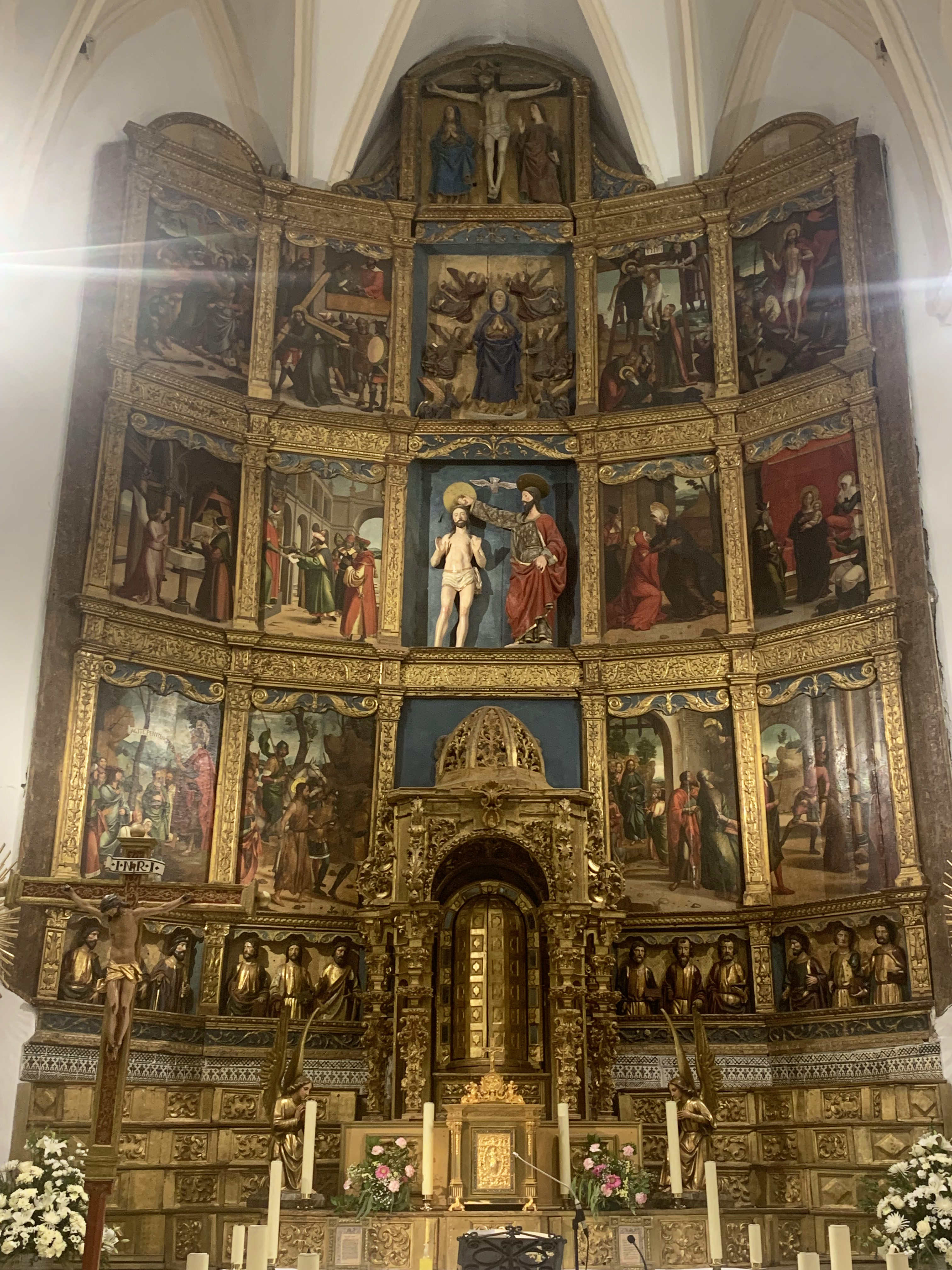
Retablo Mayor de la iglesia de San Juan Bautista de Camarena

- La Colegiata de Torrijos y su museo parroquial.
- El conjunto monumental de Maqueda.
- Las iglesias de Santa Olalla: San Pedro y San Julián y de Huecas.
- Las iglesia mudéjares de Erustes y Mesegar de Tajo.
- El Pinar de Almorox.
- La Dehesa Berciana de Méntrida.
- La Plazas de San Gil de Torrijos. Y otras como la de Almorox, Escalona, Camarena, Méntrida y La Puebla de Montalbán.
- El palacio de Fuensalida y su entorno.
- El paraje de la monjia en Novés y su ermita con la virgen
- Los rollos y picotas de Almorox, Nombela, Maqueda, Domingo Pérez, Fuensalida, Huecas, La Torre de Esteban Hambrán, Otero, Paredes de Escalona, Santa Cruz del Retamar y Torrijos.

## Semana Santa

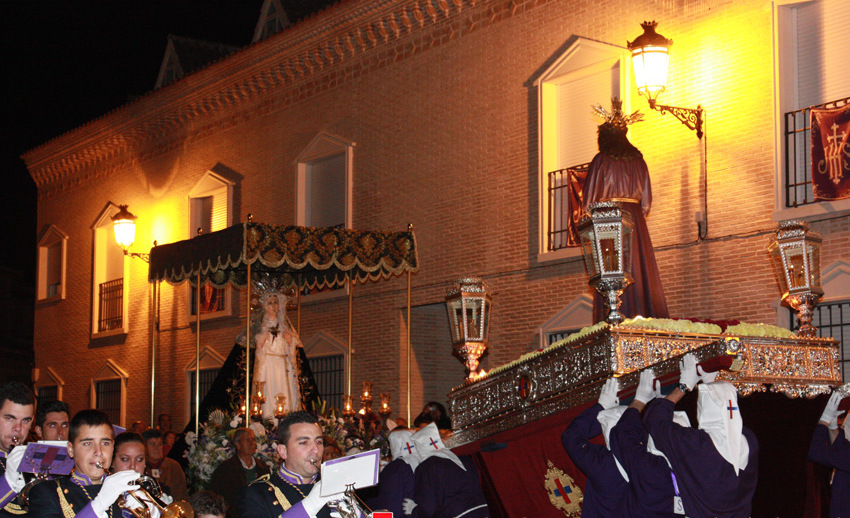
Encuentro, Semana Santa de Santa Olalla

En la comarca de Torrijos destacan entre las celebraciones festivas, las celebraciones de la Semana Santa, de gran tradición y fervor religioso que atrae tanto a los vecinos de la zona como a visitantes de otras regiones. 
Siendo de especial interés la de Carmena, declarada Bien de Interés Turístico Regional. Lo más característico son: la procesión de La Borriquita, las imágenes del Beso de Judas y la Sentencia de Pilatos y el Domingo de Resurrección
La Semana Santa de Novés es también declarada de Interés Turístico Regional. Donde podemos destacar: la procesión de "Las Caídas" y "El Desclavamiento", que tienen imágenes articuladas, y la procesión del Silencio. Cabe destacar las 3 cofradías principales, la más antigua fundada en 1532.
Son importantes también, "Los Armaos" de Gerindote; las representaciones de la Pasión en Fuensalida; las procesiones de la Semana Santa de Santa Olalla con su tradición de bailar los pasos; la lectura de "La Sentencia" en Alcabón; la Quema de Judas en Camarena y la señorial Semana Santa de Torrijos.
Desde 2009 se desarrolla un acto conjunto, durante la Cuaresma, el encuentro comarcal de Bandas de Cornetas y Tambores en el que participan las bandas de Jesús Nazareno de Carmena, Jesús Nazareno de Gerindote, Las Tres Caídas de Novés, A.M. Jesús Nazareno y Virgen de la Soledad de Torrijos, La Soledad de Fuensalida y Jesús de Medinaceli de Santa Olalla.